# Lijst van voetbalinterlands Botswana - Madagaskar
Deze lijst van voetbalinterlands is een overzicht van alle officiële voetbalwedstrijden tussen de nationale teams van Botswana en Madagaskar. De landen speelden tot op heden acht keer tegen elkaar. De eerste ontmoeting was een kwalificatiewedstrijd voor de Afrika Cup 2002 op 1 juli 2000 in Gaborone. Het laatste duel, een kwalificatiewedstrijd voor het African Championship of Nations 2022, vond plaats in Antananarivo op 2 september 2022.

## Wedstrijden
| № | Plaats       | Datum            | Competitie                                        | Wedstrijd             | Uitslag |
| - | ------------ | ---------------- | ------------------------------------------------- | --------------------- | ------- |
| 1 | Gaborone     | 1 juli 2000      | Afrika Cup 2002 kwalificatie                      | Botswana − Madagaskar | 1 − 0   |
| 2 | Antananarivo | 16 juli 2000     | Afrika Cup 2002 kwalificatie                      | Madagaskar − Botswana | 2 − 0   |
| 3 | Gaborone     | 20 mei 2006      | COSAFA Cup 2006                                   | Botswana − Madagaskar | 2 − 0   |
| 4 | Gaborone     | 31 mei 2008      | WK 2010 kwalificatie                              | Botswana − Madagaskar | 0 − 0   |
| 5 | Antananarivo | 7 september 2008 | WK 2010 kwalificatie                              | Madagaskar − Botswana | 1 − 0   |
| 6 | Saulspoort   | 30 mei 2015      | COSAFA Cup 2015                                   | Madagaskar − Botswana | 2 − 1   |
| 7 | Francistown  | 27 augustus 2022 | African Championship of Nations 2022 kwalificatie | Botswana − Madagaskar | 0 − 1   |
| 8 | Antananarivo | 2 september 2022 | African Championship of Nations 2022 kwalificatie | Madagaskar − Botswana | 1 − 1   |

## Samenvatting
| Competitie                                   | Totaal gespeeld | Winst Botswana | Gelijk | Winst Madagaskar | Doelsaldo Botswana – Madagaskar |
| -------------------------------------------- | --------------- | -------------- | ------ | ---------------- | ------------------------------- |
| WK-kwalificatie                              | 2               | 0              | 1      | 1                | 0 – 1                           |
| Afrika Cup-kwalificatie                      | 2               | 1              | 0      | 1                | 1 – 2                           |
| African Championship of Nations-kwalificatie | 2               | 0              | 1      | 1                | 1 − 2                           |
| COSAFA Cup                                   | 2               | 1              | 0      | 1                | 3 – 2                           |
| Totaal                                       | 8               | 2              | 2      | 4                | 5 – 7                           |

Wedstrijden bepaald door strafschoppen worden, in lijn met de FIFA, als een gelijkspel gerekend.